# Tony Bobbitt
Tony Rachaun Bobbitt (Daytona Beach, 22 ottobre 1979) è un ex cestista statunitense, professionista nella NBA e in Europa.